# Anton Kade
Anton Kade, né le 17 janvier 2004 à Berlin en Allemagne, est un footballeur allemand qui évolue au poste d'ailier gauche au FC Bâle.

## Biographie

### En club
Né à Berlin en Allemagne, Anton Kade est formé par l'un des clubs de la capitale allemande, le Hertha Berlin. Durant sa formation, il reçoit la Médaille Fritz Walter de bronze en 2022, qui récompense les meilleurs jeunes allemands, pour la catégorie des moins de 17 ans.
Il joue son premier match en professionnel lors d'une rencontre de Bundesliga le 20 février 2022, face au RB Leipzig. Il entre en jeu et son équipe est battue par six buts à un.
Lors de l'été 2022, Anton Kade rejoint la Suisse en s'engageant en faveur du FC Bâle. Le transfert est annoncé le 15 juin 2022 et il signe un contrat courant jusqu'en juin 2026.
Kade inscrit son premier but pour le FC Bâle le 3 novembre 2022, à l'occasion d'un match de groupe de la Ligue Europa Conférence 2022-2023 contre le Pyunik Erevan. Titulaire, il participe à la victoire de son équipe par deux buts à un, permettant au FC Bâle de terminer deuxième de son groupe et d'ainsi accéder au tour suivant.

### En sélection
Anton Kade commence sa carrière internationale avec l'équipe d'Allemagne des moins de 16 ans. Il joue au total deux matchs avec cette sélection en 2019.
Il représente également l'équipe d'Allemagne des moins de 17 ans. Il joue au total deux matchs avec cette sélection, en 2020.